# Лудрова
Лудрова (слч. Ludrová) насељено је мјесто са административним статусом сеоске општине (слч. obec) у округу Ружомберок, у Жилинском крају, Словачка Република.

## Становништво
| Година:    | 1994. | 2004.   | 2014.   | 2024.   |
| ---------- | ----- | ------- | ------- | ------- |
| Број људи: | 955   | 982     | 999     | 994     |
| Разлика:   |       | +2,82 % | +1,73 % | -0,50 % |

| Година:    | 2023. | 2024.   |
| ---------- | ----- | ------- |
| Број људи: | 981   | 994     |
| Разлика:   |       | +1,32 % |

Према подацима о броју становника из 2011. године насеље је имало 977 становника.